# Chifeng Road
Chifeng Road (赤峰路) is een station van de metro van Shanghai, gelegen in het district Hongkou. Het station werd geopend op 26 december 2000 en is onderdeel van lijn 3.
In de buurt van het station bevinden zich de Shanghai International Studies University en Shanghai University of Finance and Economics.